# Kasr al-Abjad
Kasr al-Abjad (arab. قصر الأ) – wieś w Syrii, w muhafazie Idlib. W 2004 roku liczyła 503 mieszkańców.